# Пишот, Агустин
Агустин Пишот (исп. Agustín Pichot, родился 22 августа 1974 в Буэнос-Айресе) — бывший аргентинский регбист, многолетний капитан  сборной Аргентины. Бронзовый призёр чемпионата мира 2007 года.

## Карьера
Регбийную карьеру Пишот начал в 1992 году в домашнем клубе «КАСИ».
В 1995 году дебютировал в национальной сборной в тест-игре с австралийцами в Брисбене, где сразу же смог заработать попытку. Принимал участие в чемпионате мира 1995 года, где сыграл в трёх играх.
В 1997 года Пишот переехал в Европу, где играл в составе английских регбийных клубов. На чемпионате мира 1999 года участвовал во всех играх аргентинцев и в матче со сборной Японии смог занести попытку. В четвертьфинальном матче со сборной Франции также занёс попытку, но «пумы» уступили со счётом 26-47 и покинули первенство.
В 2000 году в тестовом матче со сборной Ирландии впервые вышел на поле в качестве капитана аргентинской команды. Эту роль он в дальнейшем бессменно выполнял до самого конца карьеры.
В 2003 и 2007 годах участвовал в чемпионатах мира, но очков не набирал. В 2007 году вместе со сборной впервые в истории завоевал бронзовые медали мирового первенства.
Спортивную карьеру завершил в 2008 году в составе Стад Франсе. В 2009 году в Аргентине прошёл прощальный матч Агустина, в котором участвовали его бывшие партнёры по «КАСИ», сборной Аргентины и звёзды мирового регби.
В 2011 году на церемонии в Окленде был включён в Зал славы IRB.